# Lachnaia variolosa
Lachnaia variolosa es una especie de insecto coleóptero de la familia Chrysomelidae.
Fue descrita científicamente en 1767 por Carolus Linnaeus.
Se encuentra distribuido en Marruecos, Argelia, Portugal y España